# The Best (Ariana Grande)
The Best è il primo greatest hits della cantante statunitense Ariana Grande, pubblicato il 27 settembre 2017 e distribuito esclusivamente in Giappone dalla Universal Music Japan.

## Descrizione
The Best è stato pubblicato il 27 settembre 2017 dalla Universal Music Japan, in quattro formati diversi. L'edizione standard (uscita anche in formato digitale) presenta diciotto brani. L'edizione deluxe include il CD di diciotto brani e un DVD bonus di cui quattro video musicali, mentre la versione Blu-ray dell'album contiene dieci video musicali.

## Tracce
1. Break Free (feat. Zedd) – 3:34 (Anton Zaslavski, Max Martin, Savan Kotecha)
2. Problem (feat. Iggy Azalea) – 3:13 (Ariana Grande, Max Martin, Savan Kotecha, Ilya Salmanzadeh, Amethyst Kelly)
3. Baby I – 3:17 (Antonio Dixon, Kenneth Edmonds, Patrick "J Que" Smith)
4. Into You – 4:04 (Ariana Grande, Max Martin, Savan Kotecha, Alexander Kronlund, Ilya Salmanzadeh)
5. Bang Bang (feat. Jessie J & Nicki Minaj) – 3:19 (Max Martin, Savan Kotecha, Rickard Göransson, Onika Maraj)
6. Side to Side (feat. Nicki Minaj) – 3:46 (Ariana Grande, Ilya Salmanzadeh, Max Martin, Onika Maraj, Alexander Kronlund, Savan Kotecha)
7. One Last Time – 3:17 (David Guetta, Savan Kotecha, Giorgio Tuinfort, Rami Yacoub, Carl Falk)
8. The Way (feat. Mac Miller) – 3:47 (Al Sherrod Lambert, Malcolm McCormick, Brenda Russell, Harmony Samuels, Jordin Sparks, Amber Streeter)
9. Be Alright – 2:59 (Ariana Grande, Tommy Brown, Victoria McCants, Khaled Rohaim, Nicholas Audino, Lewis Hughes, Willie Tafa)
10. Love Me Harder (feat. The Weeknd) – 3:56 (Max Martin, Savan Kotecha, Peter Svensson, Ali Payami, Abei Tesfaye, Ahmad Balshe)
11. Everyday (feat. Future) – 3:14 (Ariana Grande, Savan Kotecha, Ilya Salmanzadeh, Nayvadius Wilburn)
12. Right There (feat. Big Sean) – 4:07 (Sean Anderson, J. "Lonny" Bereal, H. "Carmen Reece" Culver, Ariana Grande, Al Sherrod Lambert, Jeff Lorber, Harmony Samuels, James "J-Doe" Smith)
13. Greedy – 3:34 (Max Martin, Savan Kotecha, Alexander Kronlund, Ilya Salmanzadeh)
14. Piano – 3:54 (Olaniyi Michael Akinkunmi, Jahmaal Noel Fyfee, Ariana Grande, Parker Ighile, Anisa Moghaddam, Harmony Samuels, Moses Ayo Samuels)
15. Dangerous Woman – 3:55 (Johan Carlsson, Ross Golan, Max Martin)
16. Best Mistake (feat. Big Sean) – 3:53 (Ariana Grande, Sean Anderson, Dwane Weir II)
17. Faith (feat. Stevie Wonder) (da Sing) – 2:42 (Ryan Tedder, Benjamin Levin, Francis Farewell Starlite)
18. Beauty and the Beast (feat. John Legend) (da La Bella e la Bestia) – 3:47 (Howard Ashman, Alan Menken)

DVD bonus dell'edizione deluxe
1. Baby I (music video) – 3:24 – Ryan Pallotta
2. Break Free (music video) – 4:08 – Chris Marrs Piliero
3. Into You (music video) – 4:18 – Hannah Lux Davis
4. Side to Side (music video) – 3:59 – Davis

Durata totale: 15:49
Edizione limitata in Blu-ray
1. Baby I (music video) – 3:24 – Ryan Pallotta
2. The Way (music video) – 3:52 – Jones Crow
3. Right There (music video) – 4:19 – Nev Todorovic
4. Break Free (music video) – 4:08 – Chris Marrs Piliero
5. Bang Bang (music video) – 4:23 – Hannah Lux Davis
6. Love Me Harder (music video) – 4:11 – Davis
7. One Last Time (music video) – 4:10 – Max Landis
8. Dangerous Woman (music video) – 3:56 – The Young Astronauts
9. Into You (music video) – 4:18 – Davis
10. Everyday (music video) – 3:18 – Piliero

## Classifiche

### Classifiche settimanali
| Classifica (2017) | Posizione massima |
| ----------------- | ----------------- |
| Giappone          | 2                 |

### Classifiche di fine anno
| Classifica (2017) | Posizione |
| ----------------- | --------- |
| Giappone          | 68        |